# Pivko
Pivko [pívko] je priimek več osebnosti.

## Znane nosilke in nosilci priimka
- Alenja Pivko Kneževič (*1989), skladateljica, sodobna elektronska glasbenica in pevka (Bombix Lori)
- Ljudevit Pivko (1880 – 1937), učitelj, politik, domoljub, častnik
- Maja Pivko, kemičarka (Wikipodatki)
- Svetopolk Pivko (1910 – 1987), slovensko-srbski inženir, profesor, letalski konstruktor, častnik, akademik (Wikipodatki)

## Znani tuji nosilci piimka
- Cyrill Pivko (1879 – 1933), slovaški kmet, javni uradnik, politik (Wikipodatki)
- Daniel Pivko (* 1962), slovaški geolog (Wikipodatki)
- Ilan Pivko (* 1947), izraelski arhitekt (Wikipodatki)
- Ivan Juraj Pivko (1867 – 1939), slovaški narodni kulturni delavec, posestnik (Wikipodatki)
- Jaroslav Pivko (1929 – 2008, slovaški dramaturg, gledališki režiser, dramatik, prevajalec (Wikipodatki)
- Juraj Pivko (* 1944), slovaški veterinar (Wikipodatki)
- Libor Pivko (* 1980), češki hokejist, trener (Wikipodatki)
- Vladimír Pivko (1872 – 1953), slovaški pravnik, odvetnik, deželni glavar, notar (Wikipodatki)